# Neoplan N4014
Le Neoplan N4014 est un autobus de longueur standard (12 mètres) à deux essieux avec un plancher surbaissé, du constructeur allemand Neoplan, produit par la société allemande Gottlob Auwärter GmbH & Co., entre 1990 et 1998. Toutes les versions et variantes du Neoplan N4014 ont été remplacées par la gamme Neoplan Centroliner.

## Histoire
Le Neoplan N4014 est un autobus urbain avec un plancher bas sur quasiment toute la longueur ce qui, au début de sa production en 1990, était assez inhabituel. La hauteur du plancher sur les deux premières portes est de 320 mm et de 365 mm sur la dernière, à l'arrière. Seul l'IVECO 480 TurboCity, lancé en 1989, disposait d'un plancher surbaissé sur toute sa longueur avec une hauteur de plancher de 320 mm sur les 3 ou 4 portes d'accès.
La motorisation n'est disponible qu'en version diesel. Le moteur vertical est monté soit transversalement à droite (N4014NF) soit longitudinalement à gauche (N4014/3). Cette dernière variante, peu courante, est celle choisie par la ville de Prague qui a assemblé trois exemplaires dans les "Ateliers centraux de la Compagnie des Transports". Ces autobus ont manqué de fiabilité et ont vite été radiés.
Toutes les versions et variantes du Neoplan N4014 ont été remplacées, en 1998, par la gamme Neoplan Centroliner.